# معبد بعلة جبيل
معبد بعلة جبيل كان معبدًا مهمًا من العصر البرونزي في موقع التراث العالمي في جبيل. وقد خصص المعبد لبعلة جبيل، إلهة مدينة جبيل، التي عرفت فيما بعد عند اليونانيين باسم أتارجاتيس. بني عام 2800 قبل الميلاد، وكان أكبر وأهم مزار في جبيل القديمة، ويعتبر "أحد المباني الأثرية الأولى في المنطقة السورية الفلسطينية". وبعد قرنين من بناء معبد بعلة جبيل، بني معبد المسلات على بعد 100 متر تقريباً إلى الشرق.
يعد طول واستمرارية تاريخه كمعبد نشط "رائعًا" و"يدعم مركزيته في حياة المدينة".
عثر في المعبد على مجموعة مهمة من التماثيل الجبيلية؛ أصبحت هذه التماثيل بمثابة "الطفل المدلل" لوزارة السياحة اللبنانية.

## خلفية
حضي معبد بعلة جبيل بتبجيل ورعايه في المدينة لأكثر من ألفي عام خلال العصرين الكنعاني والفينيقي. شيد عندما كانت لجبيل علاقات وثيقة مع مصر، ويوجد عدد من المراجع المصرية في جميع أنحاء مجمع المعبد. أجريت عمليات توسيع للمعبد عدة مرات وظل قيد الاستخدام حتى العصر الروماني.

## التحديد والحفر الحديث

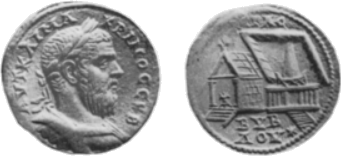
عملة الإمبراطور الروماني ماكرينوس تظهر معبد بعلة جبال ومحيطه المقدس، وهي الصورة الوحيدة الباقية للمعبد

يقع موقع المعبد بالقرب من قلعة جبيل التي بناها الصليبيون، وقد جريت عمليات تنقيب عنه لأول مرة على يد عالم الآثار الفرنسي بيير مونتيه في الفترة من 1921 إلى 1924 ثم في الجزء الأول من أعمال التنقيب التي قام بها موريس دوناند في المدينة. نشر مونتيه رسمين تخطيطيين لحفرياته، ونشر دوناند بعض المخططات للقطاع الأوسع من الحفريات في مجلده الصادر عام 1939. تعرض جميع القطع الأثرية التي عثر عليها أثناء التنقيب في المعبد تقريبًا في متحف بيروت الوطني.
ويقع المعبد الآن شرق المسرح الروماني. أعيد بناء المسرح، الذي بني حوالي عام 218 م، ونقله للسماح بالتنقيب في موقع المعبد.

## معرض

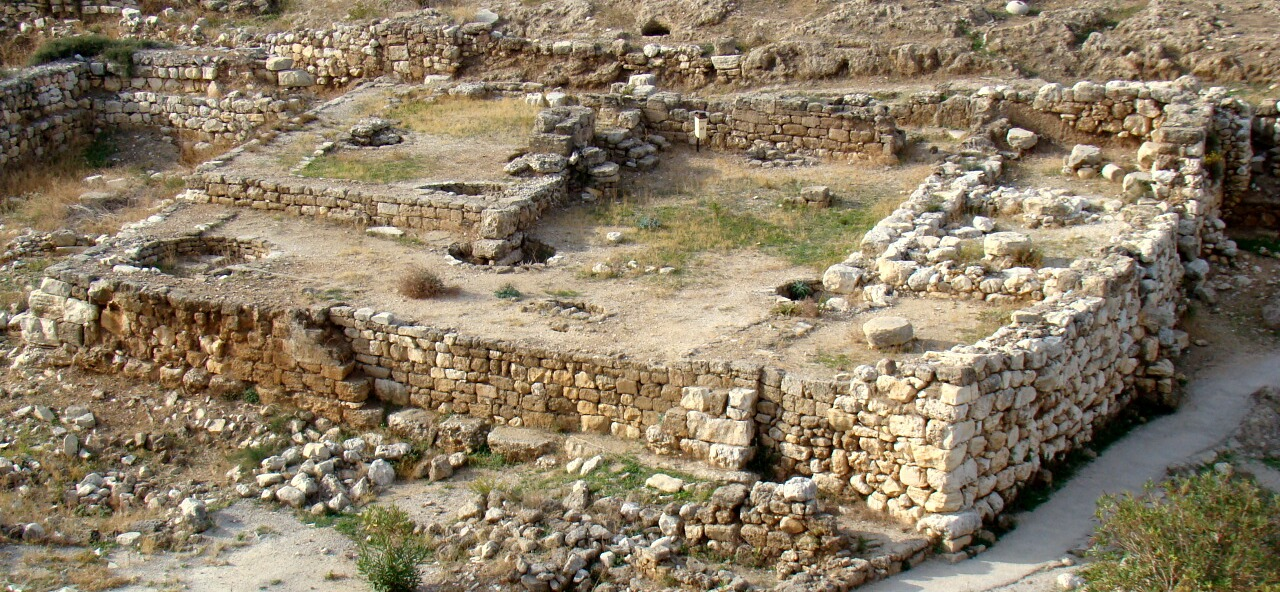
منظر لأساسات الغرف الداخلية للمعبد
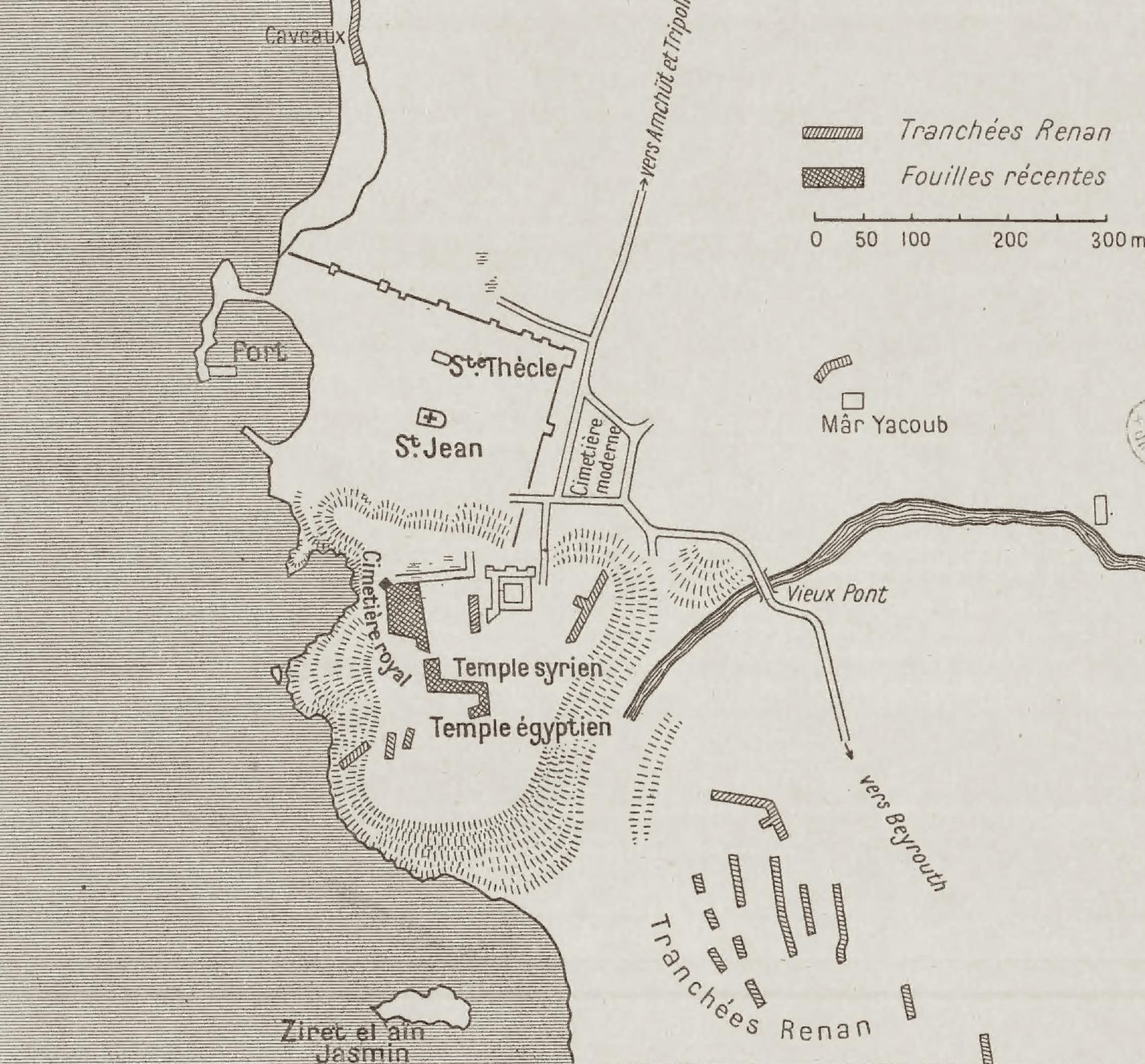
مخطط مونتيه لعام 1924 لموقع جبيل الأثري
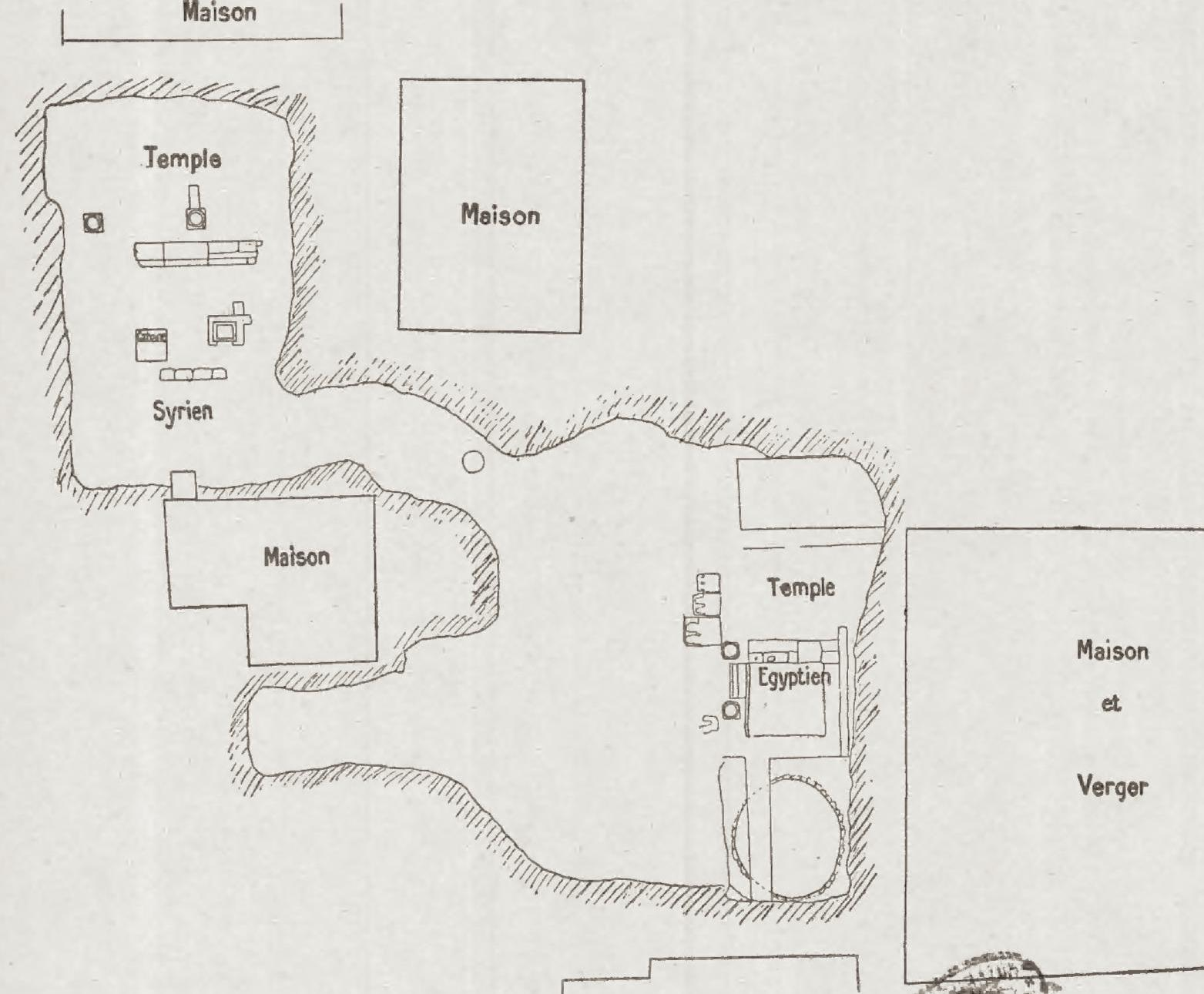
رسم مونتيه لعام 1924 لمعابد جبيل
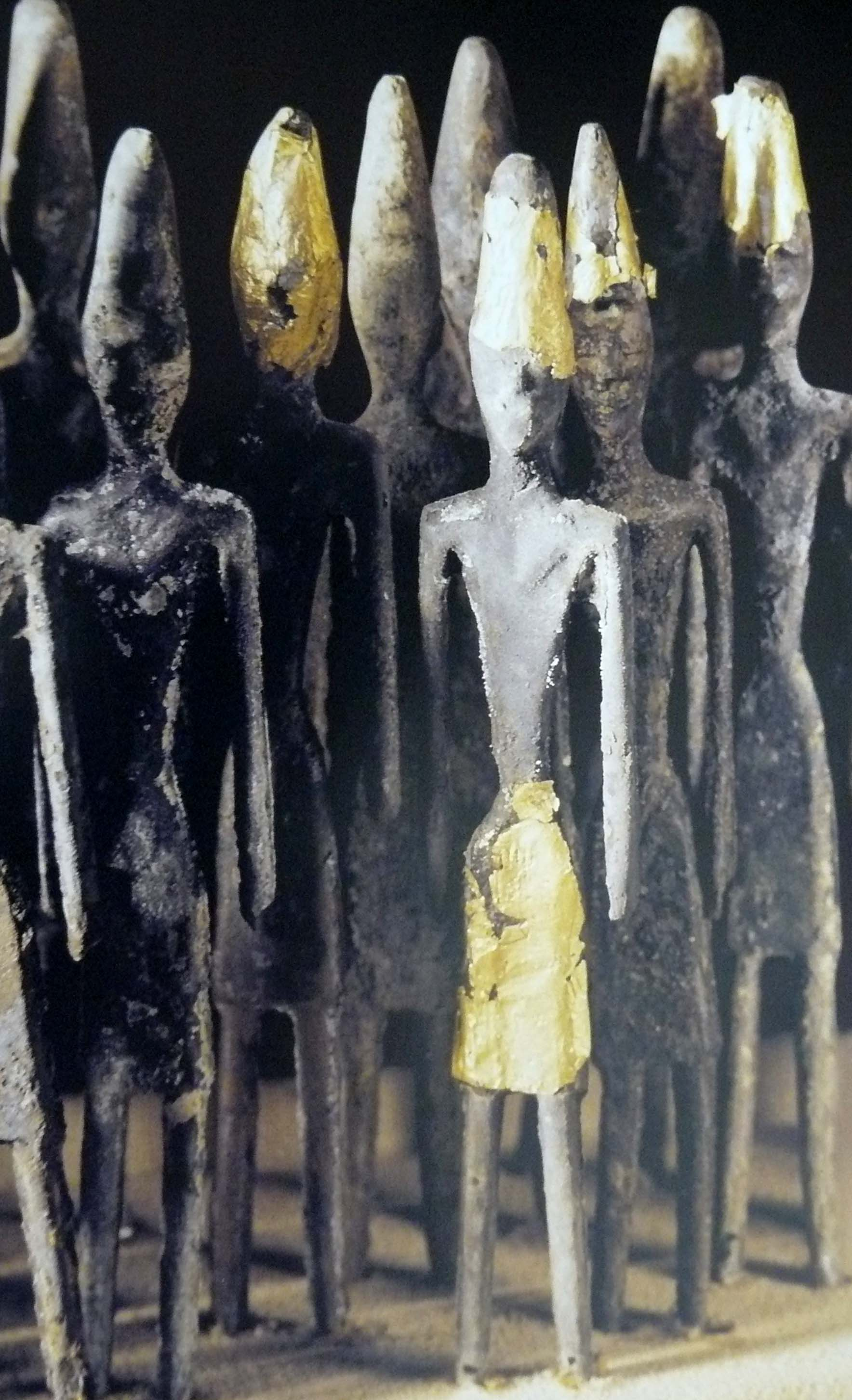
ال تماثيل جبيل

### التقارير الأثرية
- Montet، Pierre (1928). Byblos et l'Égypte: quatre campagnes de fouilles à Gebeil, 1921-1922-1923-1924. P. Geuthner. The text volume is available here {{استشهاد بكتاب}}: روابط خارجية في |اقتباس= (مساعدة)
- Dunand، Maurice (1937). Fouilles de Byblos: Atlas : 1926-1932. P. Geuthner. مؤرشف من الأصل في 2023-06-03.